# Osiedle Millenium (Hajnówka)
Osiedle Millenium – osiedle w Hajnce znajdujące się między ulicami Stefana Batorego i 3 Maja.

## Historia
Pierwotnie na terenie osiedla znajdowały się baraki wojskowe wybudowane przez Niemców w latach 1915–1918. 
Jest to pierwsze w Hajnówce osiedle złożone z bloków mieszkalnych, powstało w 1960. Na osiedlu znajduje się kilkanaście bloków dwupiętrowych w następnych latach dobudowano kolejne, czteropiętrowe. W tym samym okresie wybudowano także przedszkole.
W latach 1953–1960 ówczesne Zakłady Suchej Destylacji Drewna (obecnie spółka Gryfskand) wybudowały dziesięć jednakowych, dwupiętrowych budynków, w każdym po osiemnaście mieszkań dwupokojowych z kuchnią. Budynki zostały zlokalizowane przy dzisiejszej ulicy Batorego. Dwa z tych budynków ma pomieszczenia piwniczne znajdujące się pod właściwymi piwnicami, zaopatrzone we włazy usytuowane na zewnątrz budynku. Znając ówczesną sytuację polityczną można domniemywać, że pomieszczenia te pomyślane były jako schrony przeciwatomowe.

## Ulice
3-go Maja, Ks. I. Wierobieja, Kosidłów, Osiedle Millenium, Piaski, St.Batorego, Wł. Jagiełły, Zaułek Targowy